# Peter Iver Johannsen
Peter Iver Johannsen (født 29. december 1943 i Flensborg, død 3. marts 2024 i Aabenraa) var en dansk agronom og organisationsmand, der fra 1973 til 2008 var generalsekretær for paraplyorganisationen for det tyske mindretal i Sønderjylland, Bund Deutscher Nordschleswiger.
Efter studentereksamen fra Altes Gymnasium i Flensburg og en praktisk landbrugsuddannelse læste Peter Iver Johannsen landbrugsvidenskab i Kiel og København, hvor han færdiggjorde studierne i 1969. Han arbejdede herefter for Andelsslagteriernes Fælleskontor i København og fra 1971-1973 som landbrugsrådgiver for den nordslesvigske landboforening Landwirtschaftlichen Hauptverein für Nordschleswig i Aabenraa.
I 1973 blev han formand for Bund Deutscher Nordschleswiger. I hans formandstid oprettede den danske regering i 1983 et sekretariat for det tyske mindretal med kontor i København. Derudover var hans formandsperiode karakteriseret ved mange officielle besøg hos det tyske mindretal; forbundspræsident Walter Scheel i 1979, dronning Margrethe i 1986, forbundspræsident Richard von Weizsäcker i 1989, prins Joachim og prinsesse Alexandra i 1997, forbundspræsident Roman Herzog i 1998 sammen med det danske regentpar, forbundspræsident Johannes Rau i 2001 samt kronprins Frederik og kronprinsesse Mary i 2008. Dertil kom fejringen af 75-året for genforeningen i 1995 og 50 års-jubilæet for København-Bonn-erklæringerne i 2005 med deltagelse af forbundskansler Gerhard Schröder og statsminister Anders Fogh Rasmussen.
Peter Iver Johannsen var dekoreret med Bundesverdienstkreuz og Dannebrogordenen.
Han boede i Hoptrup og døde efter længere tids sygdom på Aabenraa Sygehus.